# Processo Andreotti

Giulio Andreotti assiste a un'udienza, 5 novembre 1996

Il processo Andreotti fu il procedimento penale che coinvolse Giulio Andreotti per i reati di partecipazione ad associazione a delinquere (art. 416 c.p.) e di tipo mafioso (art. 416 bis c.p.). Si celebrò, nei suoi tre gradi di giudizio, presso le autorità giudiziarie di Palermo, Perugia e Roma tra il 1993 e il 2004.
Il processo è entrato nel vocabolario collettivo italiano come "il processo del secolo". Andreotti, per sette volte Presidente del Consiglio e per ventuno volte ministro, venne chiamato a rispondere in sede giudiziaria dei suoi rapporti, organici e correntizi, con Cosa nostra.
Il processo si concluse definitivamente con la prescrizione dell'imputato, per i fatti fino alla primavera del 1980, e l'assoluzione per i fatti successivi, nonostante la collusione con Cosa nostra fino al 1980 sia stata accertata con sentenza emessa dai Supremi Giudici di Cassazione.

## L'avviso di garanzia e le prime indagini
Il senatore a vita Giulio Andreotti fu oggetto di iscrizione della notizia di reato il 4 marzo del 1993. In considerazione dell'immunità prevista, per il soggetto parlamentare, dall’art. 68 della Costituzione (nella versione antecedente a quella modificata dalla L. Cost. 29 ottobre 1993 n. 3) il 27 marzo 1993 venne inoltrata agli Uffici di Presidenza del Senato della Repubblica la richiesta di autorizzazione a procedere parlamentare, firmata dal procuratore capo di Palermo Giancarlo Caselli e dai sostituti Guido Lo Forte, Gioacchino Natoli e Roberto Scarpinato. La Procura della Repubblica di Palermo richiese di poter procedere nei confronti di Giulio Andreotti per i reati di cui agli artt. 110 e 416 c.p. (concorso ‘esterno’ in associazione per delinquere ‘semplice’) e agli artt. 110 e 416 bis c.p. (concorso ‘esterno’ in associazione di tipo mafioso).
Il 6 maggio 1993 la Giunta delle autorizzazioni e delle immunità del Senato della Repubblica diede parere positivo sulla richiesta di autorizzazione a procedere, escludendo la sussistenza di fumus persecutionis oggettivo e soggettivo nei confronti di Giulio Andreotti.
Successivamente, il 13 maggio 1993 il Senato della Repubblica concesse, su richiesta dello stesso Giulio Andreotti, l’autorizzazione a procedere parlamentare.
Il 21 maggio 1994 i P.M. Guido Lo Forte, Gioacchino Natoli e Roberto Scarpinato formularono, in 'modifica' delle precedenti ipotesi di reato, richiesta di rinvio a giudizio nei confronti di Giulio Andreotti per partecipazione ad associazione a delinquere 'semplice' (art. 416 c.p.) e di tipo mafioso (art. 416 bis).
Andreotti fu così imputato del reato di cui agli artt. 416 c.p. (associazione per delinquere) e 416 bis (associazione di tipo mafioso), per avere messo a disposizione dell'associazione per delinquere denominata Cosa Nostra, per la tutela degli interessi e per il raggiungimento degli scopi criminali della stessa, l'influenza e il potere derivanti dalla sua posizione di esponente di vertice di una corrente politica, nonché dalle relazioni intessute nel corso della sua attività; partecipando in questo modo al mantenimento, al rafforzamento e all'espansione dell'associazione medesima. E così ad esempio:
- partecipando personalmente ad incontri con esponenti anche di vertice di Cosa Nostra, nel corso dei quali venivano discusse condotte funzionali agli interessi dell’organizzazione (in particolare, gli incontri svoltisi in Palermo e in altre località della Sicilia nel 1979 e nel 1980);
- intrattenendo inoltre rapporti continuativi con l'associazione per delinquere tramite altri soggetti, alcuni dei quali aventi posizioni di rilevante influenza politica in Sicilia (in particolare l'on.le Salvo Lima e i cugini Antonino Salvo e Ignazio Salvo);
- rafforzando la potenzialità criminale dell'organizzazione, in quanto, tra l'altro, determinava nei capi di Cosa Nostra e in altri suoi aderenti la consapevolezza della disponibilità di esso Andreotti a porre in essere (in varie forme e modi, anche mediati) condotte volte ad influenzare, a vantaggio dell'associazione per delinquere, individui operanti in istituzioni giudiziarie e in altri settori dello Stato (capo a);
- rafforzando ancora, e in particolare, la capacità di intimidazione dell'organizzazione, fino al punto da ingenerare uno stato di condizionamento persino in vari collaboratori di giustizia; i quali difatti - pur dopo essersi dissociati da Cosa Nostra e averne rivelato la struttura e le attività delittuose, ivi comprese quelle riferibili ai componenti della “Commissione” - si astenevano tuttavia a lungo dal riferire fatti e circostanze (relativi anche a gravi omicidi, quali ad esempio quelli di Pecorelli, Mattarella, Dalla Chiesa) concernenti rapporti fra Cosa Nostra ed esponenti politici, tra i quali appunto esso Andreotti, per il timore - peraltro esplicitamente manifestato - di poter subire pericolose conseguenze (capo b);
- con le aggravanti di cui all'art. 416 commi 4 e 5 c.p., essendo Cosa Nostra un'associazione armata, composta da più di dieci persone.

Reato commesso in Palermo (luogo di costituzione e centro operativo dell'associazione per delinquere denominata Cosa Nostra) e in altre località, da epoca imprecisata fino al 28 settembre 1982.
A tale richiesta seguì la celebrazione dell’udienza preliminare, all’esito della quale, il 2 marzo 1995, il G.I.P. Agostino Gristina dispose il decreto di rinvio a giudizio nei confronti di Giulio Andreotti per le due imputazioni già formulate dai P.M..

## Il processo di primo grado

Giulio Andreotti al tribunale di Palermo alla fine della prima udienza del processo per mafia in cui era imputato, 26 settembre 1995

Il processo di primo grado si aprì il 26 settembre 1995 nell'Aula bunker del carcere dell'Ucciardone, di fronte alla V Sezione Penale del Tribunale di Palermo, presieduta dal dott. Francesco Ingargiola con giudici a latere il dott. Salvatore Barresi (co-estensore della sentenza) e la dott.ssa Vincenzina Massa. La dott.ssa Massa fu di seguito sostituita, per ragioni di salute, dal dott. Antonio Balsamo (co-estensore della sentenza) con necessaria rinnovazione della citazione a giudizio disposta per l’udienza del 15 maggio 1996.
Nel lato della Pubblica Accusa sedettero i P.M. Guido Lo Forte, Gioacchino Natoli e Roberto Scarpinato.
Il collegio difensivo dell’imputato fu così composto: Franco Coppi e Gioacchino Sbacchi (con l’avv. Giulia Bongiorno in riserva).
Il Comune di Palermo, all'epoca guidato da Leoluca Orlando, chiese di costituirsi parte civile per tramite del legale rappresentante, l’avvocato Salvatore Mollica.

### Le indagini sull'omicidio di Salvo Lima e le dichiarazioni dei collaboratori di giustizia
L’attività di indagine nei confronti del senatore a vita Giulio Andreotti prese le mosse dagli accertamenti avviati in seguito all'omicidio dell’eurodeputato democristiano Salvo Lima, leader della corrente andreottiana in Sicilia, avvenuto a Mondello il 12 marzo 1992. Il ‘processo Andreotti’ nacque cioè come filone investigativo connesso alle verifiche riconducibili a tale delitto: diversi collaboratori di giustizia, nel corso delle indagini relative all’omicidio di Lima, riferirono, davanti agli inquirenti, del legame fra Salvo Lima, Giulio Andreotti e Cosa Nostra.
A conclusione del primo grado di giudizio, gli ex membri di sodalizi di tipo mafioso le cui dichiarazioni vennero acquisite in dibattimento furono in tutto 34, fra cui: Leonardo Messina; Gaspare Mutolo; Francesco Marino Mannoia; Angelo Siino; Tullio Cannella; Antonino Mammoliti; Gioacchino La Barbera; Tommaso Buscetta; Antonino Calderone; Baldassare Di Maggio; Gaetano Costa; Salvatore Cancemi; Vincenzo Sinacori; Salvatore Cucuzza; Marino Pulito; Alfonso Pichierri; Paolo Severino; Antonio Calvaruso; Salvatore Annacondia; Enzo Salvatore Brusca; Giovanni Brusca; Emanuele Brusca; Benedetto D’Agostino; Federico Corniglia; Bartolomeo Addolorato.

### Le dichiarazioni di Leonardo Messina
All’interno di questo procedimento penale Leonardo Messina fu il primo collaboratore di giustizia a riferire, nell’interrogatorio del 13 agosto 1992, sui legami fra Giulio Andreotti, Salvo Lima e Cosa Nostra.
Nel corso di questo interrogatorio Messina dichiarò di aver appreso dall’avvocato Raffaele Bevilacqua, esponente democristiano della corrente andreottiana, che Salvo Lima “era stato molto vicino a uomini di Cosa nostra per i quali aveva costituito il tramite presso l’on. Andreotti per le necessità della mafia siciliana”.
Di seguito, in successivi interrogatori, Messina precisò che "l'onorevole Lima era il contatto con l’onorevole Andreotti per le cose che interessavano Cosa nostra, specialmente per gli interessamenti concernenti processi giudiziari a carico di esponenti dell'organizzazione".
Il collaboratore riferì poi sulle strategie di manipolazione del maxiprocesso di Palermo da parte di Cosa Nostra, e in specie sull'iniziale clima di fiducia rispetto al suo esito conclusivo, perché "se le cose fossero andate male, sarebbe intervenuta la Cassazione ad annullare il tutto", dove il processo "sarebbe stato assegnato alla I Sezione Penale […] e quindi al presidente Corrado Carnevale" il quale "costituiva una garanzia […] perché si diceva che era manovrabile".

### Le dichiarazioni di Gaspare Mutolo

Giulio Andreotti lascia l'aula di tribunale di Palermo dopo un'udienza del processo per mafia in cui era imputato, 29 maggio 1996

All’interno di questo procedimento penale Gaspare Mutolo riferì, specialmente, a proposito del rapporto fra Giulio Andreotti, Salvo Lima e Cosa Nostra. In occasione del suo interrogatorio del 4 marzo Mutolo dichiarò: “Il sen. Andreotti è esattamente la persona alla quale l’on. Salvo Lima si rivolgeva costantemente per le decisioni da adottare a Roma, che coinvolgevano gli interessi di Cosa Nostra”.
Alle parole di Mutolo seguì, come già ripercorso, la formale iscrizione di Giulio Andreotti nel registro delle notizie di reato.
A proposito del movente dell’omicidio di Salvo Lima, Mutolo affermò che in tal modo si volle dare sia una sanzione per l’esito negativo del ‘maxiprocesso’ palermitano, sia un avvertimento a quel mondo politico che “dopo aver attuato per moltissimi anni un rapporto di pacifica convivenza e di scambio di favori con Cosa Nostra […] non aveva più tutelato gli interessi dell’associazione proprio in occasione del processo più importante”.

### Le dichiarazioni di Mannoia
Nel corso dell’interrogatorio reso, il 3 aprile 1993, e promosso in sede di rogatoria internazionale dagli Uffici della Procura di Palermo, Francesco Marino Mannoia – a quel tempo testimone di giustizia sotto la protezione dell’F.B.I. – rese alcune importanti dichiarazioni relative al rapporto fra Giulio Andreotti e Cosa Nostra.
In questa occasione Mannoia fornì una spiegazione sull'omicidio di Piersanti Mattarella, Presidente della Regione Siciliana. Il collaboratore affermò che Mattarella aveva manifestato, durante la sua presidenza in Regione, l’intenzione di far pulizia nell’ambiente politico dell’Isola, volendo quindi interrompere ogni legame interno a certi apparati della Democrazia Cristiana siciliana con Cosa Nostra, nelle forme, anche, di un personale riscatto posto che – secondo Mannoia – Mattarella “dopo aver intrattenuto rapporti amichevoli con i cugini Salvo e Bontate Stefano, ai quali non lesinava favori, successivamente aveva mutato la propria linea di condotta”.
Di fronte alle posizioni politiche assunte dal Presidente Mattarella, Mannoia dichiarò che fra la primavera e l’estate del 1979 si svolse un incontro, in una riserva di caccia, tra Giulio Andreotti, i cugini Antonino e Ignazio Salvo, Salvo Lima, Rosario Nicoletti, Stefano Bontate e Gaetano Fiore; Bontate ne riferì a propria volta a Mannoia, facendogli presente che “tutti quanti si erano lamentati con Andreotti del comportamento di Mattarella, e aggiunse poi: ‘Staremo a vedere’ ”.
Alcuni mesi dopo l'omicidio di Piersanti Mattarella (6 gennaio 1980), sempre a detta di Mannoia vi fu un altro vertice mafioso a cui Giulio Andreotti partecipò in una villetta, descritta dal collaboratore come di proprietà di un familiare del boss mafioso Salvatore Inzerillo. Secondo il racconto del collaboratore, a tale incontro vi presero parte anche Salvo Lima, i cugini Antonino e Ignazio Salvo, oltre a numerosi mafiosi (Michelangelo La Barbera, Girolamo Teresi, Giuseppe Albanese, Salvatore Federico) tra cui Stefano Bontate; Andreotti vi giunse per mezzo di una autovettura dei cugini Salvo, provenendo da Trapani, dove, riferì Mannoia, era atterrato mediante un aereo privato di proprietà ancora una volta dei cugini Salvo. Mannoia asserì di non aver partecipato al vertice, perché rimasto all’esterno della villa, ma di aver visto Giulio Andreotti (di cui descrisse l’abbigliamento) entrare ed uscire dalla stessa. Mannoia affermò di aver sentito delle grida provenire dall’interno della villa durante l’incontro. Stando al collaboratore, secondo il riferito di Bontate, “Andreotti era venuto per avere chiarimenti sull’omicidio di Mattarella. Il Bontate gli aveva risposto: ‘In Sicilia comandiamo noi, e se non volete cancellare completamente la D.C. dovete fare come diciamo noi. Altrimenti vi leviamo non solo i voti della Sicilia, ma anche quelli di Reggio Calabria e di tutta l’Italia Meridionale. Potete contare solo sui voti del nord, dove votano tutti comunista, accettatevi questi’ ”.
A dimostrazione delle relazioni fra Giulio Andreotti e Stefano Bontate, Mannoia affermò inoltre di aver saputo che Bontate e Pippo Calò si erano prodigati per procurare, tramite un antiquario romano, un quadro di cui Andreotti – stando al racconto di Mannoia – “impazziva”.
Mannoia riferì, quindi, sui legami fra le attività finanziarie di Michele Sindona e l’opera di riciclaggio da parte di alcuni capimafia di Cosa Nostra, specificando che da alcune conversazioni intervenute con Bontate aveva appreso che “John Gambino e Stefano Bontate e Salvatore Inzerillo, hanno effettuato dei grossi investimenti su hotel, terreni e anche su delle finanziarie, sia nell’isola di Aruba sia anche in Florida”.
Il collaboratore dichiarò di seguito che, dopo l’uccisione di Stefano Bontate (23 aprile 1981), Salvatore Riina e i ‘corleonesi’ cercarono, senza riuscirvi, di rinsaldare, tramite Salvo Lima, i rapporti con Giulio Andreotti, ma questi dal 1987 in poi favorì scelte politiche di contrasto con gli interessi di Cosa nostra.

### Le dichiarazioni di Siino
A riferire dei rapporti fra le attività finanziarie di Michele Sindona e l’opera di riciclaggio di Cosa Nostra, oltre che dell’incontro fra Stefano Bontate e Giulio Andreotti della primavera-estate del 1979, fu un altro collaboratore di giustizia, Angelo Siino. Questi dichiarò di aver accompagnato, in auto, Bontate al vertice tenutosi, a Catania, tra il giugno e il luglio del 1979, nella riserva di caccia di proprietà degli imprenditori catanesi Costanzo, e di averne atteso la conclusione senza parteciparvi formalmente chiacchierando, fra l’altro, con il guardiano del posto (soprannominato ‘U cchiu’, la civetta): stando a Siino, il guardiano gli riferì di aver visto Giulio Andreotti entrare nel luogo dell’incontro.

### Le dichiarazioni di Buscetta
Nell’interrogatorio reso l’11 settembre 1992, in località protetta, a Washington, e promosso in sede di rogatoria internazionale dagli Uffici della Procura di Palermo, Tommaso Buscetta – a quel tempo testimone di giustizia sotto la protezione dell’F.B.I. – aprendo un nuovo capitolo nella sua già risalente collaborazione, riferì che i cugini Antonino e Ignazio Salvo e Salvo Lima, da lui indicato come “figlio di un uomo d’onore […] l’uomo politico a cui principalmente Cosa Nostra si rivolgeva per le questioni di interesse dell’organizzazione, che dovevano trovare una soluzione a Roma”, avevano mediato con alcuni politici a Roma, nell’interesse di Cosa Nostra.
In successivi interrogatori Tommaso Buscetta dichiarò che il “referente politico nazionale cui Lima Salvatore si rivolgeva per le questioni di interesse di Cosa Nostra, che dovevano trovare una soluzione a Roma, era l’onorevole Giulio Andreotti”, affermando di averlo appreso da moltissimi uomini d’onore nel periodo in cui fu detenuto in carcere dal 1972 al 1980 oltre che dai cugini Salvo al di fuori della detenzione.
A detta di Buscetta, i cugini Salvo costituivano un tramite diretto tra Cosa Nostra e Giulio Andreotti, alternativo a quello costituito da Salvo Lima, specificando che “i cugini Salvo avevano con l’onorevole Andreotti un rapporto, a mio avviso, addirittura più intenso di quello dell’onorevole Lima. […] I cugino Salvo chiamavano Giulio Andreotti lo ‘zio’, quanto meno quando ne parlavano con me”.
In questa prospettiva Buscetta riferì di aver appreso da Gaetano Badalamenti (in una località del Brasile tra il 1982-1983) di un incontro tra Badalamenti e Giulio Andreotti, avvenuto a Roma nell’ufficio di quest’ultimo, in presenza di uno dei cugini Salvo e Filippo Rimi (figlio di Vincenzo Rimi e cognato di Gaetano Badalamenti). Nel corso dell’incontro, secondo quanto appreso da Buscetta, si discusse della manipolazione del processo a carico di Filippo Rimi, imputato per l’omicidio di Lupo Leale in un processo celebratosi, nei vari gradi di giudizio, a Perugia e a Roma tra il 1968 e il 1979.
Inoltre Buscetta affermò di aver appreso da Stefano Bontate e da Gaetano Badalamenti (separatamente ma con versioni coincidenti) che il giornalista Carmine Pecorelli era stato ucciso dalla Mafia (20 marzo 1979), su richiesta dei cugini Salvo, e di aver dedotto che tale richiesta fosse stata formulata da Giulio Andreotti, allarmato su conoscenze del giornalista relative al sequestro (16 marzo - 9 maggio 1978) e all’omicidio di Aldo Moro, sulla base del rapporto di conoscenza del politico romano con i Salvo, “veri mandanti dell’omicidio” secondo il racconto del collaboratore.
Di seguito, Buscetta asserì che, con riferimento all’omicidio del Prefetto di Palermo Carlo Alberto dalla Chiesa, Giulio Andreotti era stato l’entità che aveva avuto interesse, convergente con quello di Cosa Nostra, all’eliminazione del Generale dei Carabinieri perché a conoscenza di particolari ignoti sulla vicenda del sequestro Moro.
“Pecorelli e dalla Chiesa” riferì il collaboratore “sono infatti cose che si intrecciano fra di loro”.

### Le dichiarazioni di Di Maggio e degli altri collaboratori di giustizia
Baldassare Di Maggio riferì a proposito dei tentativi di manipolazione del maxiprocesso di Palermo da parte di Cosa Nostra.
Nella cornice dell'aggiustamento del maxiprocesso di Palermo, Di Maggio collocò un incontro fra Giulio Andreotti e Salvatore Riina. Nel corso dell’interrogatorio del 18 gennaio 1993, davanti agli Uffici della Procura di Palermo, dichiarò: “ […] relativamente all’interessamento di Riina Salvatore per l’andamento del cd. maxiprocesso, devo dire che in un’occasione io fui incaricato personalmente dal Riina di andare da Salvo Ignazio e dirgli di contattare l’on. Lima Salvo e di incaricare il parlamentare di contattare il nostro comune amico, al quale dovevano essere altresì portati i saluti di Riina, perché si interessasse dell’andamento del maxiprocesso. […] Il Salvo disse che avrebbe provveduto, ma io non ne seppi più nulla”.
Successivamente, nell’interrogatorio del 16 aprile 1993, aggiunse in precisazione: “Quando Riina Salvatore mi mandò da Salvo Ignazio perché dicessi al Salvo di dire a Lima Salvatore di ‘contattare il nostro comune amico’ per risolvere i problemi del maxiprocesso, in realtà mi indicò il nome della persona da contattare in quella del senatore Giulio Andreotti; preciso meglio che mi fu detto ‘l’onorevole Andreotti’. […] Devo però aggiungere che il Riina mi dette un altro messaggio da riferire al Salvo, e cioè che egli voleva un appuntamento per incontrare l’on. Andreotti. […] A precisazione di quello che ho detto in altra occasione, devo quindi ora aggiungere che rividi Salvo Ignazio circa 15 giorni dopo. […] Invero, il Riina mi fece sapere, tramite La Barbera Angelo, di farmi trovare, alle 14.30 di un certo giorno che non ricordo, nel magazzino vicino al ‘pollaio’ dietro la Casa del Sole. […] Penso che l’incontro si situi nel tempo, all’incirca nello stesso periodo, e forse poco prima, dell’omicidio di certo Dragotta”.
I P.M. collocarono, di seguito, l’incontro nella giornata del 20 settembre 1987: a Palermo, si celebrò, in quei giorni (19-27 settembre 1987), una tradizionale festa della Democrazia Cristiana, la Festa dell’Amicizia. Ma non fu questo l’unico dato di contesto. Diversi collaboratori di giustizia (tra cui lo stesso Di Maggio e poi Francesco Marino Mannoia, Salvatore Cancemi) riferirono che la ‘Commissione’ di Cosa Nostra, riunita per l’occasione, aveva deciso approfittare delle elezioni nazionali del 16 giugno 1987 per lanciare un segnale ai propri referenti politici, così da costringerli a ridiscutere il proprio sostegno elettorale in cambio del loro supporto in vista della manipolazione del maxiprocesso. I medesimi collaboratori riferirono poi che la ‘Commissione’ aveva deciso, in quella occasione, di virare parte dei propri voti sul Partito Socialista Italiano anziché sulla Democrazia Cristiana.
Di Maggio affermò che all’incontro collocato dai P.M. nel 20 settembre 1987 presero parte Giulio Andreotti, Salvo Lima e Ignazio Salvo, che, all’epoca agli arresti domiciliari, mise a disposizione una propria abitazione, a Palermo.
Di Maggio asserì di aver condotto in qualità di autista-accompagnatore Salvatore Riina nel luogo dell’incontro e di essere stato poi accompagnato, tramite un ascensore, nella casa di Ignazio Salvo da Paolo Rabito, affiliato della famiglia mafiosa di Salemi. Il collaboratore affermò quindi di aver visto Riina salutare Giulio Andreotti, Salvo Lima e Ignazio Salvo baciandoli sulle guance. Lo stesso aggiunse di aver atteso, in compagnia di Rabito, che l’incontro si concludesse per poi riaccompagnare Riina nel punto in cui l’aveva prelevato; Di Maggio precisò di non aver parlato con Riina dell’oggetto dell’incontro, ma di averlo dedotto dal contenuto del messaggio da lui precedentemente consegnato a Ignazio Salvo.
A riferire sull’incontro fra Giulio Andreotti e Salvatore Riina, sebbene con versioni non del tutto coincidenti a quelle rappresentate da Di Maggio, furono poi anche altri ex membri di Cosa Nostra, e in particolare: Emanuele Brusca e Enzo Salvatore Brusca, Antonio Calvaruso, Tullio Cannella e Gioacchino La Barbera.'
Federico Corniglia dichiarò di aver accompagnato, fra la fine di settembre e i primi di ottobre del 1970, il boss mafioso Frank Coppola ad un incontro con Giulio Andreotti, a Roma. Il capomafia Coppola gli riferì che oggetto dell’incontro fu “una questione di voti” che coinvolgeva il sindaco di Roma Amerigo Petrucci (importante esponente delle corrente andreottiana nella Capitale).
Antonino Calderone riferì sulle manovre interne alla famiglia mafiosa catanese connesse al sostegno elettorale in favore di Salvatore D’Urso, esponente regionale della Democrazia Cristiana, a Catania. Lo stesso parlò dell’inserimento organico dei cugini Antonino e Ignazio Salvo in Cosa Nostra.
I P.M. ricollegarono le parole di Calderone a quelle di Vito di Maggio, operatore turistico e alberghiero, che riferì di un incontro avvenuto, nel giugno del 1979 presso l’Hotel Nettuno, a Catania, alla presenza di Giulio Andreotti, Salvo Lima, Salvatore Urso, e il boss mafioso Benedetto Santapaola. Benedetto D’Agostino dichiarò che il boss mafioso Michele Greco, da lui conosciuto perché legato al padre Sebastiano, gli aveva rivelato di essere un referente di Giulio Andreotti avendolo incontrato “qualche volta” nella sala-proiezioni allestita da Italo Gemini, presidente dell’A.G.I.S. (Associazione Generale Italiana dello Spettacolo), nel seminterrato dell'Hotel Nazionale di Roma, in piazza Montecitorio.
Marino Pulito riferì di essersi attivato per ottenere la manipolazione di un processo penale pendente nei confronti dei fratelli Gianfranco e Riccardo Modeo, accusati dell’omicidio di tale Matteo Marotta. Stando a Pulito, nel corso delle sue manovre incontrò per due volte Licio Gelli – capo della Loggia Massonica P2 (‘Propaganda 2’) – grazie ad un suo personale contatto, quello del boss 'ndranghetista Vincenzo Serraino, “esponente della Lega Meridionale” secondo il racconto del collaboratore. Da Gelli, Pulito ottenne, in cambio della promessa di procurargli 4000 voti nel territorio calabrese “in quanto aveva intenzione di candidarsi in Calabria per la Lega Meridionale nelle elezioni politiche”, l’impegno ad attivarsi in vista dell’ ‘aggiustamento’ del processo a carico dei due Modeo. In occasione del secondo incontro, a Roma, alla presenza anche di Serraino, Gelli assicurò la sua disponibilità a Pulito con una telefonata, riportata dal collaboratore, a Giulio Andreotti, deus ex machina di questa manipolazione secondo il racconto di Pulito. Questo il contenuto della conversazione fra Gelli e Andreotti secondo quanto riportato dal collaboratore: “Giulio, allora tutto a posto…mi hanno confermato, non ci sono problemi, ci garantiscono i 4000 voti”.
A riferire sui tentativi di manipolazione del processo a carico dei fratelli Modeo furono poi altri collaboratori di giustizia, e in particolare: Salvatore Annacondia, Alfonso Pichierri, Gaetano Costa. Bartolomeo Addolorato riferì che nelle elezioni regionali del 1991 diversi esponenti mafiosi di Mazara Del Vallo si attivarono per procurare voti a Giuseppe Giammarinaro, candidato della corrente andreottiana legato ad Ignazio Salvo.
Paolo Severino riferì sul supporto della famiglia mafiosa di Enna all’andreottiano Raffaele Bevilacqua – affiliato alla famiglia mafiosa di Barrafranca secondo quanto riferito, oltre che da Severino, dai collaboratori Leonardo Messina ed Angelo Siino – in occasione delle elezioni regionali del giugno 1991, dalle quali lo stesso Bevilacqua non era però poi risultato vincitore.
Giovanni Brusca riferì a proposito delle relazioni di Salvo Lima, Vito Ciancimino e dei cugini Antonino e Ignazio Salvo con Cosa Nostra, quindi del legame di questi ultimi con Giulio Andreotti, specificando che poco dopo lo scoppio della cd. seconda guerra di mafia Antonino Salvo gli aveva comunicato un messaggio che proveniva da Andreotti in persona: “Fai sapere agli amici che se non si danno una calmata sono costretto […] a prendere provvedimenti per la Sicilia, con qualche legge speciale, con qualche cosa di speciale”. Brusca riportò di aver appreso da suo padre (Bernardo Brusca, capo mandamento della famiglia mafiosa di San Giuseppe Jato) e da Salvatore Riina dell’esistenza di relazioni fra Giulio Andreotti e il gruppo di Stefano Bontate e Gaetano Badalamenti.
Gaetano Costa raccontò di aver appreso da Leoluca Bagarella, nei giorni della co-detenzione nel carcere di Pianosa, di un interessamento esplicato da Giulio Andreotti e da Salvo Lima per consentire il trasferimento di un gruppo di detenuti siciliani dall’istituto penitenziario di Pianosa a quello di Novara, poi verificatosi nei fatti a ridosso delle festività natalizie del 1983.
Antonino Mammoliti riferì che Giulio Andreotti chiese e ottenne che Stefano Bontate convincesse il boss di 'ndrangheta Girolamo Piromalli a far cessare un’estorsione da parte di alcune cosche calabresi (ubicate a Palmi) a danno di Bruno Nardini, imprenditore petrolifero vicino alla corrente laziale e proprietario di numerosi impianti di distribuzione di carburante, molti dei quali situati nella provincia di Reggio Calabria.

### Il dibattimento e l'assoluzione
Il dibattimento di primo grado, protrattosi per 227 sedute, venne dichiarato formalmente chiuso nel corso dell’udienza del 19 gennaio 1999. Nella medesima seduta la Pubblica Accusa cominciò ad esporre la propria requisitoria che si concluse, dopo 23 udienze, l’8 aprile 1999. In questa data il P.M. Roberto Scarpinato chiese l’affermazione della responsabilità penale di Giulio Andreotti per i reati a lui ascritti, al netto delle aggravanti di cui agli artt. 416 c. 4 e c. 5 c.p. e 416 bis c. 4, c. 5 e c. 6 c.p., con condanna alla pena di 15 anni di reclusione.
Nella stessa udienza il difensore della parte civile concluse richiedendo l’affermazione della responsabilità penale dell’imputato in ordine ai reati e alle circostanze di pena ascrittegli, con condanna al risarcimento dei danni patrimoniali e non (oltre alle spese processuali), per offesa all’immagine della città.
La difesa iniziò l’illustrazione delle proprie conclusioni all’udienza del 18 maggio 1999 e continuò in tale impegno per un numero complessivo di 24 sedute, concludendo il 5 ottobre 1999 con la richiesta di assoluzione da tutte le imputazioni ascrittegli “perché il fatto non sussiste”.
Il 23 ottobre 1999 la Quinta Sezione Penale del Tribunale di Palermo assolse dopo una camera di consiglio (celebratasi nel bunker di Pagliarelli) durata 11 giorni Andreotti da entrambe le accuse rivoltegli con la formula assolutoria perché “il fatto non sussiste” ai sensi dell’art. 530 comma 2 del codice di procedura penale italiano.
Secondo il collegio giudicante non era stato dimostrato che l’imputato, nell’ambito di tali rapporti, avesse “espresso una stabile disponibilità ad attivarsi per il perseguimento dei fini propri dell’organizzazione mafiosa, ovvero abbia compiuto concreti interventi funzionali al rafforzamento di Cosa Nostra”, giungendo quindi a ‘riqualificare’ i rapporti con l’imputato come esclusivamente politici (nel caso del legame con Lima e Ciancimino) o personali (nel caso del legame coi due cugini Salvo).
Con riferimento ai temi di prova, il collegio ne escluse la fondatezza sulla base di ravvisate genericità, contraddizioni, incongruenze, inattendibilità, incompletezze e mancanze dei necessari riscontri oggettivi nelle prove fornite dagli inquirenti, arrivando in un caso (l’incontro fra Giulio Andreotti e Benedetto Santapaola) a riconoscere che la contestazione si riferisse ad un evento mai verificatosi. 
La sentenza di primo grado riconobbe:
- "estremamente generico e privo di riscontri validi" il presunto incontro avvenuto nel 1970 tra Andreotti e il noto esponente mafioso Frank Coppola;
- "confuse e contraddittorie" le dichiarazioni di Baldassare Di Maggio sul presunto incontro tra Andreotti e Riina nell'attico dell'esattore Ignazio Salvo, durante il quale i due si sarebbero salutati con un "bacio";
- "non sufficientemente provati" i due presunti incontri del sen. Andreotti con Stefano Bontate ed altri esponenti di Cosa Nostra a Catania e Palermo, strettamente collegati alla causale dell'omicidio di Piersanti Mattarella, di cui avevano riferito Marino Mannoia e Siino;
- "genericità del ricordo del dichiarante (Mannoia) sugli aspetti essenziali della vicenda" riguardante il quadro che sarebbe stato regalato da Stefano Bontade e Pippo Calò ad Andreotti;
- "non sufficientemente provato" il presunto intervento del sen. Andreotti a favore dell’imprenditore petrolifero laziale Bruno Nardini per salvaguardarlo dalle richieste estorsive della 'ndrangheta;
- "non provata" la circostanza che il trasferimento anomalo di alcuni detenuti siciliani dal carcere di Pianosa a quello di Novara nell’anno 1984 sia ascrivibile alla persona di Andreotti[32].

Il tribunale riconobbe, in aggiunta, un deciso impegno istituzionale di Giulio Andreotti contro Cosa Nostra “nell’esercizio dei poteri inerenti alla carica di Presidente del Consiglio dei Ministri negli anni 1989-1992”.
Malgrado la formula assolutoria, la sentenza riconobbe:
- l’esistenza di “diretti rapporti personali”[34] fra Giulio Andreotti e i cugini Antonino e Ignazio Salvo, “profondamente inseriti in Cosa Nostra”, i quali “offrirono un sostegno aperto ed efficace (seppure non esclusivo) a diversi esponenti della corrente andreottiana”[35];
- il “forte legame sviluppatosi sul piano politico” e lo “stretto rapporto fiduciario”[36] fra Giulio Andreotti e Salvo Lima, di cui fu appurata la “stabile collaborazione con Cosa Nostra”, addirittura antecedente alla sua adesione alla corrente andreottiana nel 1968;
- numerose manifestazioni di “cointeressenza” fra Vito Ciancimino e il suo gruppo politico e la corrente andreottiana di Lima, le quali ricevettero l’ “assenso del sen. Andreotti”[37] […] “in un periodo in cui (Ciancimino n.d.r.) era stato raggiunto da pesanti accuse in sede politica e in cui era ampiamente nota la sua vicinanza con ambienti mafiosi”[38].
- l’esistenza di forti legami fra il finanziere siciliano Michele Sindona e “alcuni autorevoli esponenti dell’associazione mafiosa (Cosa Nostra n.d.r.)”[39], “per conto dei quali il Sindona svolgeva attività di riciclaggio”[40] nonché il continuativo interessamento[41]. di Giulio Andreotti per i guai finanziari della Banca Privata Italiana e della Franklin National Bank di Sindona in un periodo in cui il primo ricopriva importantissime cariche governative ed erano già state emanate misure giudiziarie nei confronti del secondo[42]. Gli stessi giudicanti ritennero che, malgrado “il significato essenziale dell’intervento spiegato dal sen. Andreotti […] era conosciuto dai referenti mafiosi del Sindona”[43], non era stato sufficientemente dimostrato che nel momento in cui l’imputato aveva realizzato i comportamenti suscettibili di agevolare Sindona, Giulio Andreotti fosse consapevole della natura dei legami che univano il finanziere siciliano ad alcuni esponenti autorevoli di Cosa Nostra. Alla luce di ciò i giudicanti ‘rilessero’ questi rapporti o come legati a “ragioni politiche (connesse ad esempio, a finanziamenti erogati dal Sindona a vantaggio della Democrazia Cristiana), ovvero da pressioni esercitate sul sen. Andreotti da ambienti massonici facenti capo al Gelli”[44]
- il colloquio riservato avvenuto tra Giulio Andreotti e Andrea Manciaracina[45] (all’anagrafe figurante come un giovane – aveva 23 anni – pescatore trapanese, benché Vincenzo Sinacori lo avesse indicato come affiliato di Cosa Nostra, capo-mandamento di Mazara del Vallo e come uno degli uomini più fidati di Salvatore Riina tanto da essere fra i pochi a conoscere i luoghi in cui questi conduceva la sua latitanza), il 19 agosto 1985, presso l’Hotel Hopps di Mazara del Vallo.

## Il giudizio di secondo grado e le condotte contestate
Avverso la sentenza del Tribunale vennero proposti due appelli: uno da parte dei P.M. di Palermo rappresentanti la Pubblica Accusa in primo grado di giudizio, l’altro da parte della Procura Generale presso la Corte d’Appello di Palermo.
Il processo di secondo grado si aprì il 19 aprile 2001 di fronte alla Prima Sezione Penale della Corte d’Appello di Palermo, presieduta dal dott. Salvatore Scaduti con giudici consiglieri il dott. Mario Fontana (estensore della sentenza) e il dott. Gioacchino Mitra.
Nel lato della Pubblica Accusa sedettero i sostituti Procuratori Generali Anna Maria Leone e Daniela Giglio.
Il collegio difensivo dell’imputato fu nuovamente composto dagli avvocati Franco Coppi e Gioacchino Sbacchi (con l’avv. Giulia Bongiorno in riserva).
Fu presente, ancora una volta, quale parte civile, il Comune di Palermo, nella persona del legale rappresentante Salvatore Modica.
Il 14 marzo 2002, concludendo la requisitoria iniziata il 25 ottobre 2001, la sostituta P.G. Anna Maria Leone chiese l’affermazione della responsabilità penale di Giulio Andreotti in ordine ai reati e alle circostanze aggravanti ascrittegli, in riforma della sentenza di primo grado, con condanna alla pena di 10 anni di reclusione. Alla stessa udienza il difensore della parte civile concluse richiedendo l’affermarsi della responsabilità penale di Giulio Andreotti in ordine ai reati e alle circostanza di pena ascrittegli, con condanna dello stesso al risarcimento dei danni patrimoniali e non (oltre alle spese processuali), per offesa all’immagine della città.
All’udienza del 18 aprile 2002 la Difesa diede inizio alla formulazione delle proprie conclusioni.
Nelle udienze del 16 gennaio 2003 e del 14 marzo 2003 fu disposta la riapertura della fase dibattimentale per permettere l’esame di Nino Giuffrè e di Giuseppe Lipari, due affiliati di Cosa Nostra arrestati tra l’inverno (Lipari) e la primavera (Giuffrè) del 2002 che avevano espresso la loro volontà di collaborare con la giustizia.
Nel corso del proprio esame Giuffrè riferì di aver appreso dal boss mafioso Michele Greco di incontri avvenuti tra Giulio Andreotti e Stefano Bontate, nonché di contrasti che sarebbero intervenuti fra i due nel contesto dei quali il secondo – stando a Giuffrè – aveva ammonito il primo ricordandogli la predominanza mafiosa sul suolo siciliano. Lo stesso parlò della declinante attenzione di Salvo Lima nei confronti dei ‘corleonesi’ nel corso degli anni ’80.
Lipari, a propria volta, negò, in buona sostanza, qualsiasi interazione di Giulio Andreotti con i ‘corleonesi’. La Difesa concluse l’esposizione delle proprie conclusioni nell’udienza del 4 aprile 2003, con la richiesta del rigetto dei due appelli e la conferma della sentenza impugnata.
Il 2 maggio 2003, la Prima Sezione Penale della Corte di Appello di Palermo, dopo una camera di consiglio durata otto ore, dichiarò, in parziale riforma della sentenza di grado precedente, non doversi procedere nei confronti di Giulio Andreotti in ordine al reato di associazione per delinquere a lui ascritto [capo A], commesso fino alla primavera del 1980, per essere lo stesso reato estinto per prescrizione, e confermò, nel resto [capo B], la sentenza appellata.
In parziale riforma della sentenza di grado precedente, i giudicanti affermarono che Giulio Andreotti era stato, fino alla primavera del 1980, un colluso con Cosa Nostra (alla stregua di un vero e proprio partecipe secondo la formula contestata dai P.M.), decidendo, solo a partire da questo momento, e in specie al tragico epilogo della vicenda Mattarella, di allontanarsi dal sodalizio mafioso.
In buona sostanza i giudicanti ricollocarono le condotte contestate a Giulio Andreotti in due differenti epoche, corrispondenti ad una prima stagione antecedente (fino al 1980) e ad una seconda stagione successiva (dal 1981) all’avvento dell’egemonia dei ‘corleonesi’ all’interno di Cosa Nostra in seguito alla cd. seconda guerra di mafia, per poi arrivare a riconoscere che Giulio Andreotti era stato un colluso con Cosa Nostra fino all’ascesa dei ‘corleonesi’, quando cioè i suoi referenti mafiosi erano stati eliminati (Stefano Bontate) o messi da parte (Gaetano Badalamenti).
Alla base del giudizio di commissione del reato di partecipazione ad associazione a delinquere, poi ritenuto prescritto, il collegio giudicante pose i seguenti fatti, ritenuti proficuamente riscontrati:
- l'intervento (1977) del capomafia Stefano Bontate, evocato da Giulio Andreotti, per porre fine alle pratiche estorsive provenienti da esponenti della 'ndrangheta calabrese nei confronti di Nardini;
- l'incontro di Giulio Andreotti con Gaetano Badalamenti, a Roma, in relazione al ‘processo Rimi’, rispetto al quale i giudicanti ritennero non dimostrato l’intervento manipolatorio di Andreotti;
- l'incontro svoltosi, fra la primavera e l’estate del 1979, alla presenza di Giulio Andreotti (all’epoca Presidente del Consiglio dei Ministri), dei cugini Antonino e Ignazio Salvo, degli onorevoli Salvo Lima e Rosario Nicoletti, di Stefano Bontate e di altri mafiosi, per discutere delle posizioni politiche assunte dal Presidente della Regione Sicilia Piersanti Mattarella. La Corte, pur senza ragionare di una data di univoca certezza da attribuire all’incontro, definì degna di attenzione la giornata del 26 luglio 1979, comunque ritenendo possibili altre giornate;
- l'incontro tra Giulio Andreotti e Stefano Bontate, nella primavera del 1980, connesso all’assassinio (6 gennaio 1980) del Presidente della Regione Sicilia Piersanti Mattarella, e il conseguente litigio fra Andreotti e Bontate;
- l’esistenza di rapporti fra Giulio Andreotti, Salvo Lima e i cugini Antonino e Ignazio Salvo coltivati nella piena contezza della loro collusione con Cosa Nostra. Nondimeno il collegio giudicante ravvisò non sufficientemente dimostrata la perpetrazione dei rapporti di Lima e dei Salvo con Cosa Nostra all’esito dell’avvento dei ‘corleonesi’.

Il collegio giudicante riconobbe quindi:
- “ (la sussistenza n.d.r.) di amichevoli ed anche dirette relazioni del sen. Andreotti con gli esponenti di spicco della […] ala […] di Cosa Nostra, Stefano Bontate e Gaetano Badalamenti, propiziate dal legame del predetto con l’on. Salvo Lima ma anche con i cugini Antonino e Ignazio Salvo, essi pure, peraltro, organicamente inseriti in Cosa Nostra;
- (la sussistenza n.d.r.) di rapporti di scambio che dette amichevoli relazioni hanno determinato: il generico appoggio elettorale alla corrente andreottiana, peraltro non esclusivo e non esattamente riconducibile ad una esplicita negoziazione e, comunque, non riferibile precisamente alla persona dell’imputato;
- il solerte attivarsi dei mafiosi per soddisfare, ricorrendo ai loro metodi, talora anche cruenti, possibili esigenze – di per sé, non sempre di contenuto illecito – dell’imputato o di amici del medesimo;
- la palesata disponibilità ed il manifestato buon apprezzamento del ruolo dei mafiosi da parte dell’imputato, frutto non solo di un autentico interesse personale a mantenere buone relazioni con essi […];
- la travagliata […] interazione dell’imputato con i mafiosi nella vicenda Mattarella, risoltasi, peraltro, nel drammatico fallimento del disegno del predetto di mettere sotto il suo autorevole controllo la azione dei suoi interlocutori ovvero, dopo la scelta sanguinaria di costoro, di tentare di recuperarne il controllo, promuovendo un definitivo, duro chiarimento, rimasto infruttuoso per l’atteggiamento arrogante assunto dal Bontate”[50].

Il reato di partecipazione ad associazione a delinquere (capo A) fu ritenuto prescritto, con formula di non doversi procedere ex art. 531 c.p.p., essendosi esaurito, alla data del giudizio e a parere dei giudicanti, il termine prescrittivo previsto per il suddetto reato.
Al di là del risultato sanzionatorio concreto, la prescrizione del reato di cui al capo A non può, giuridicamente parlando ma non solo, intendersi quale sinonimo di assoluzione dallo stesso.
Rispetto alla seconda epoca, quella relativa alla egemonia dei ‘corleonesi’ in Cosa Nostra, a parere dei giudicanti, pur in presenza di un quadro istruttorio in grado di rappresentare effettivamente i tentativi dei nuovi reggenti di instaurare dei rapporti con Giulio Andreotti (il collegio ritenne comprovato l’incontro tra Giulio Andreotti e Andrea Manciaracina del 19 agosto del 1985), non furono portate prove sufficienti per affermare la perpetuata collusione di Andreotti., interrottasi nella primavera del 1980.
Così, la Corte rispetto agli altri capitoli di prova, riconobbe:
- l’oggettiva incertezza nella ricostruzione del regalo del dipinto da parte di Stefano Bontate nei confronti di Giulio Andreotti, benché “nel contesto di comprovati, amichevoli rapporti coltivati fino ad un certo punto dall’imputato con alcuni capimafia e, massimamente con Stefano Bontate […] la vicenda in sé poco aggiunge quanto già evidenziato, cosicché la stessa potrebbe essere accantonata”[51];
- l’interessamento (già ravvisato dal Tribunale) di Giulio Andreotti rispetto ai guai finanziari della Banca Privata Italiana di Michele Sindona, sebbene rispondente ad una personale attenzione verso il finanziere, pur non accompagnata al momento decisivo da forme di intervento anche solo indiretto, anziché all’esaurimento di una richiesta da parte dei suoi referenti mafiosi;
- l’insussistenza, nelle vicende riguardanti gli omicidi del giornalista Carmine Pecorelli e del prefetto Carlo Alberto dalla Chiesa, di elementi a dimostrazione del rapporto esistente fra Giulio Andreotti e Cosa Nostra, e quindi di loro riflessi sul reato associativo;
- l’assenza di riscontri specifici quanto all’attività di Vito Ciancimino quale intermediario tra Giulio Andreotti e la frangia ‘corleonese’ di Cosa Nostra, a tal stregua riducendo il rapporto fra i due a frequentazione di natura politica;
- l’assenza di riscontri specifici riferibili all’attività di Giulio Andreotti nel trasferimento di alcuni detenuti siciliani dal carcere di Pianosa a quello di Novara, pur giudicando il provvedimento raro e in ipotesi riconducibile ad una sollecitazione di Salvo Lima;
- l’assenza di prove di convincimento quanto all’intervento di Giulio Andreotti nella manipolazione del processo a carico dei fratelli Gianfranco e Riccardo Modeo;
- l’assenza di riscontri sufficienti a dimostrare l’incontro fra Giulio Andreotti e Salvatore Riina, a partire dalla “incerta attendibilità delle indicazioni di Di Maggio”[52] e dalla incongruenze fra le sue dichiarazioni e quelle delle altre parti esaminate sul fatto;
- l’assenza di riscontri a dimostrazione dell’intervento manipolatorio di Giulio Andreotti nel maxiprocesso di Palermo, non essendo state portate prove a sufficienza per dimostrare la possibilità, per Andreotti, di intervenire su Corrado Carnevale, quale magistrato candidato a presiederne il giudizio di legittimità;
- l’insussistenza nel supporto da parte di Giulio Andreotti alla candidatura, a Trapani, di Giuseppe Giammarinaro, e da parte di Salvo Lima a quella, ad Enna, dell’andreottiano Raffaele Bevilacqua, in vista delle elezioni regionali del giugno 1991, di elementi dimostrativi delle perduranti relazioni di Giulio Andreotti con Cosa Nostra negli anni '90;
- un impegno istituzionale di Giulio Andreotti contro Cosa Nostra a partire dalla seconda metà degli anni ‘80, espressosi: nell'attività svolta per ottenere l’estradizione (1984) di Tommaso Buscetta dal Brasile; nell’impegno profuso per l'approvazione del d.l. 12 settembre 1989 n. 317 onde impedire la scarcerazione, nel corso del giudizio di appello, di numerosi imputati del maxiprocesso di Palermo; nell’adozione di altri provvedimenti normativi nel corso della sua ultima Presidenza del Consiglio dei Ministri (1989-1992)[53].

## Il giudizio di terzo grado e le conclusioni
Avverso la sentenza della Corte di Appello di Palermo vennero proposti due ricorsi per Cassazione: uno da parte della Difesa dell’imputato e uno da parte della Procura Generale presso la Corte d’Appello di Palermo.
Il processo di terzo grado si aprì e si concluse nelle udienze del 14 e 15 ottobre 2004, a Roma, davanti alla Seconda Sezione Penale di Cassazione, presieduta dal dott. Giuseppe Maria Cosentino, con giudici consiglieri dott. Maurizio Massera (estensore della sentenza), dott. Antonio Morgigni, dott. Francesco De Chiara e dott. Carlo Podo.
Nell’udienza del 14 ottobre si procedette dapprima alla relazione della causa svolta dal dott. Maurizio Massera; di seguito, il sostituto Procuratore Generale Francesco Iacoviello pronunciò la sua requisitoria, che si concluse con la richiesta di rigetto dei ricorsi intervenuti.
Successivamente il difensore della parte civile, l’avv. Salvatore Modica, formulò le proprie conclusioni richiedendo: in principalità, l’accoglimento del ricorso della Procura Generale e il rigetto del ricorso dell’imputato, con condanna del medesimo al risarcimento dei danni patrimoniali e non, per offesa all’immagine della città, oltre alle spese processuali; in subordine, l’applicazione della prescrizione con rinvio del processo al giudice civile.
Da ultimo, la Difesa (avv. Giulia Bongiorno e avv. Franco Coppi) concluse con la richiesta del rigetto del ricorso della Procura Generale e l’accoglimento del ricorso dell’imputato con annullamento senza rinvio della sentenza di secondo grado.
Il 15 ottobre, dopo una camera di consiglio durata due ore, la Seconda Seziona Penale della Corte di cassazione dispose il rigetto dei ricorsi presentati con condanna di Giulio Andreotti al pagamento delle spese processuali e con conseguente conferma del giudizio di secondo grado.
Il 28 dicembre 2004 furono depositate le motivazioni della sentenza di Cassazione, firmate da tutti i componenti del collegio.
Anche secondo i supremi giudici, in conclusione, Giulio Andreotti è stato colluso con Cosa nostra fino alla primavera del 1980, momento a far data dal quale ha inteso dissociarsi dal sodalizio arrivando financo a promuovere, all'interno degli ultimi gabinetti (1989-1992) da lui presieduti in qualità di Presidente del Consiglio dei Ministri, provvedimenti normativi di contrasto alla criminalità mafiosa.